# إيفا كروز (عازفة باس)
إيفا كروز (بالألمانية: Eva Kruse)‏ هي عازفة باس ألمانية، ولدت في 16 أكتوبر 1978 في هامبورغ في ألمانيا.

## وصلات خارجية
- إيفا كروز على موقع ميوزك برينز (الإنجليزية)
- إيفا كروز على موقع ديسكوغز (الإنجليزية)